# Phyllogomphus pseudoccidentalis
Phyllogomphus pseudoccidentalis – gatunek ważki z rodziny gadziogłówkowatych (Gomphidae).